# Peter New
Peter New (født 30. oktober 1971) er en canadisk skuespiller,komiker og manuskriptforfatter med bopæl i USA. Han modtog i 2002 Leo Award som  Best Screenwriter , for episode #112 af the TV-serien Point Blank.